# Anna J. Cooper
Anna Julia Cooper, nata Anna Julia Haywood, (Raleigh, 10 agosto 1858 – Washington, 27 febbraio 1964), è stata una scrittrice, docente, sociologa e oratrice statunitense; fu molto impegnata nella causa della liberazione dei neri, una leader femminista nera e una delle più importanti studiose afroamericane della storia degli Stati Uniti.
Nata in schiavitù nel 1858, la Cooper ricevette un'educazione di livello internazionale, che le permise di rivendicare influenza e prestigio nei circoli accademici e sociali. Nel 1924 ottenne il dottorato di ricerca alla Sorbona, all'Università di Parigi. Diventò la quarta donna afroamericana a conseguire un dottorato. Fu anche un membro di spicco della comunità afroamericana di Washington D.C. e membro della confraternita Alpha Kappa Alpha.
Ha contribuito ai campi delle scienze sociali, in particolare alla sociologia. Il suo primo libro, A Voice from the South: By a Black Woman of the South, è ampiamente riconosciuto come una delle prime articolazioni del femminismo nero, attribuendole il titolo spesso usato di "madre del femminismo nero".

## Biografia

La Cooper nel 1892

### L'infanzia
Anna “Annie” Julia Haywood nacque in schiavitù a Raleigh, nella Carolina del Nord, nel 1858. Lei e sua madre, Hannah Stanley Haywood, furono ridotte in schiavitù da George Washington Haywood (1802-1890), uno dei figli del più longevo tesoriere statale della Carolina del Nord, John Haywood, che contribuì a fondare l'Università della Carolina del Nord, ma dal cui patrimonio fu poi costretto a recuperare i fondi mancanti. Probabilmente il padre di Anna era George, che aveva ridotto in schiavitù la madre, o suo fratello, il dottor Fabius Haywood, che aveva ridotto in schiavitù il fratello maggiore Andrew; la madre di Anna si rifiutò di chiarire la paternità. George divenne procuratore della Contea di Wake, nella Carolina del Nord, e insieme a un fratello possedeva una piantagione a Contea di Greene, in Alabama.
La Cooper lavorava come domestica in casa Haywood e aveva due fratelli maggiori, Andrew J. Haywood e Rufus Haywood. Andrew, schiavizzato da Fabius J. Haywood, servì in seguito nella Guerra ispano-americana. Anche Rufus, nato schiavo, divenne il leader del gruppo musicale Stanley's Band.

### Istruzione
Nel 1868, quando Cooper aveva nove anni, ricevette una borsa di studio e iniziò la sua istruzione presso la Saint Augustine's Normal School and Collegiate Institute di Raleigh, appena inaugurata e fondata dalla diocesi episcopale locale per formare insegnanti in grado di educare gli ex schiavi e le loro famiglie. Il reverendo J. Brinton offrì a Cooper una borsa di studio per aiutarla a pagare le spese. Secondo Mark S. Giles, un biografo della Cooper, “i livelli di istruzione offerti a St. Augustine andavano dalle elementari alle superiori, compresa la formazione professionale”. Durante i 14 anni trascorsi alla St. Augustine, si distinse come una studentessa brillante e ambiziosa che si dimostrò ugualmente promettente sia nelle arti liberali che nelle discipline analitiche come la matematica e le scienze; le sue materie comprendevano lingue (latino, francese, greco), letteratura inglese, matematica e scienze. Sebbene la scuola avesse un corso speciale riservato alle donne - soprannominato "Ladies' Course", e l'amministrazione scoraggiasse attivamente le donne dal frequentare corsi di livello superiore, la Cooper lottò per ottenere il diritto di frequentare un corso riservato agli uomini dimostrando le sue capacità accademiche. In questo periodo, l'obiettivo pedagogico del St. Augustine era quello di formare giovani uomini per il ministero e di prepararli per un'ulteriore formazione presso le università quadriennali. Uno di questi uomini, George A. C. Cooper, sarebbe poi diventato suo marito. Morì dopo soli due anni di matrimonio.
La sua eccellenza accademica le permise di lavorare come tutor per i bambini più piccoli, aiutandola anche a pagare le spese scolastiche. Dopo aver completato gli studi, rimase nell'istituto come istruttrice. Nell'anno scolastico 1883-1884 insegnò materie classiche, storia moderna, inglese superiore e musica vocale e strumentale; nell'anno 1884-1885 non è elencata tra i docenti, ma nell'anno 1885-1886 è indicata come "Istruttrice di materie classiche, retoriche, ecc. La morte prematura del marito potrebbe aver contribuito alla sua capacità di continuare a insegnare; se fosse rimasta sposata, avrebbe potuto essere incoraggiata o obbligata a ritirarsi dall'università per diventare casalinga.
Dopo la morte del marito, si iscrisse all'Oberlin College in Ohio, dove continuò a seguire gli studi previsti per gli uomini, diplomandosi nel 1884. Date le sue qualifiche accademiche, fu ammessa al secondo anno. Spesso cercò di frequentare quattro classi, anziché tre come prescritto dal college; fu anche allettata dall'Oberlin per la sua rinomanza musicale, ma non riuscì a frequentare il numero di classi di pianoforte che avrebbe voluto. Tra le sue compagne di classe c'erano le colleghe nere Ida Gibbs (poi Hunt) e Mary Church Terrell. All'Oberlin fece parte della "LLS", "una delle due società letterarie femminili, i cui programmi regolari prevedevano conferenze di relatori illustri, cantanti e orchestre". Dopo aver insegnato brevemente al Wilberforce College, tornò al St. Augustine's nel 1885. Tornò quindi all'Oberlin e conseguì un master in matematica nel 1888, diventando così una delle prime due donne nere, insieme a Mary Church Terrell, che ricevette il master nello stesso anno, a conseguire un master. Nel 1890-91 pubblicò un saggio su "L'istruzione superiore delle donne", in cui sosteneva i vantaggi di una formazione delle donne nere nella letteratura classica, facendo riferimento a Socrate e Saffo tra i suoi esempi, e dimostrando un interesse nell'accesso all'istruzione che avrebbe informato gran parte della sua carriera successiva. Scrivendo questo saggio, precedette di quasi un decennio le argomentazioni simili di W. E. B. Du Bois in "Of the Training of Black Men" (The Souls of Black Folk, 1903). Nel 1900 fece il suo primo viaggio in Europa per partecipare alla Prima Conferenza Panafricana di Londra. Dopo aver visitato le città cattedrali di Scozia e Inghilterra, si recò a Parigi per l'Esposizione di Parigi (1900). "Dopo una settimana all'Esposizione, si recò a Oberammergau per assistere alla rappresentazione della Passione secondo Matteo, poi a Monaco e in altre città tedesche, e quindi in Italia attraversando Roma, Napoli, Venezia, Pompei, il Vesuvio e Firenze".

### Gli anni a Washington DC
In seguito si trasferì a Washington. Nel 1892, Anna Cooper, Helen Appo Cook, Ida B. Wells, Charlotte Forten Grimké, Mary Jane Peterson, Mary Church Terrell ed Evelyn Shaw formarono la Colored Women's League a Washington. Gli obiettivi del club, orientato al volontariato, erano di promuovere l'unità, il progresso sociale e i migliori interessi della comunità afroamericana. Helen Cook fu eletta presidente.
La Cooper stringerà una stretta amicizia con Charlotte Forten Grimké. Iniziò come insegnante di ruolo, insegnando latino, matematica e scienze alla M Street High School, diventando preside nel 1901 o nel 1902. In seguito si trovò coinvolta in una controversia che coinvolgeva i diversi atteggiamenti sull'istruzione dei neri, in quanto sosteneva un modello di istruzione classica sposato da W. E. B. Du Bois, "progettato per preparare gli studenti idonei all'istruzione superiore e alla leadership", piuttosto che il programma professionale promosso da Booker T. Washington. Questo approccio all'istruzione degli studenti neri si scontrò con le resistenze ai diritti civili e politici conquistati dai neri durante la Ricostruzione e fece sì che il Consiglio scolastico di Washington rifiutasse di riconfermarla nel 1906. In seguito fu richiamata alla M Street High School e inserì il lavoro sulla sua tesi di dottorato in "angolini e nicchie del tempo libero".

### A Voice from the South

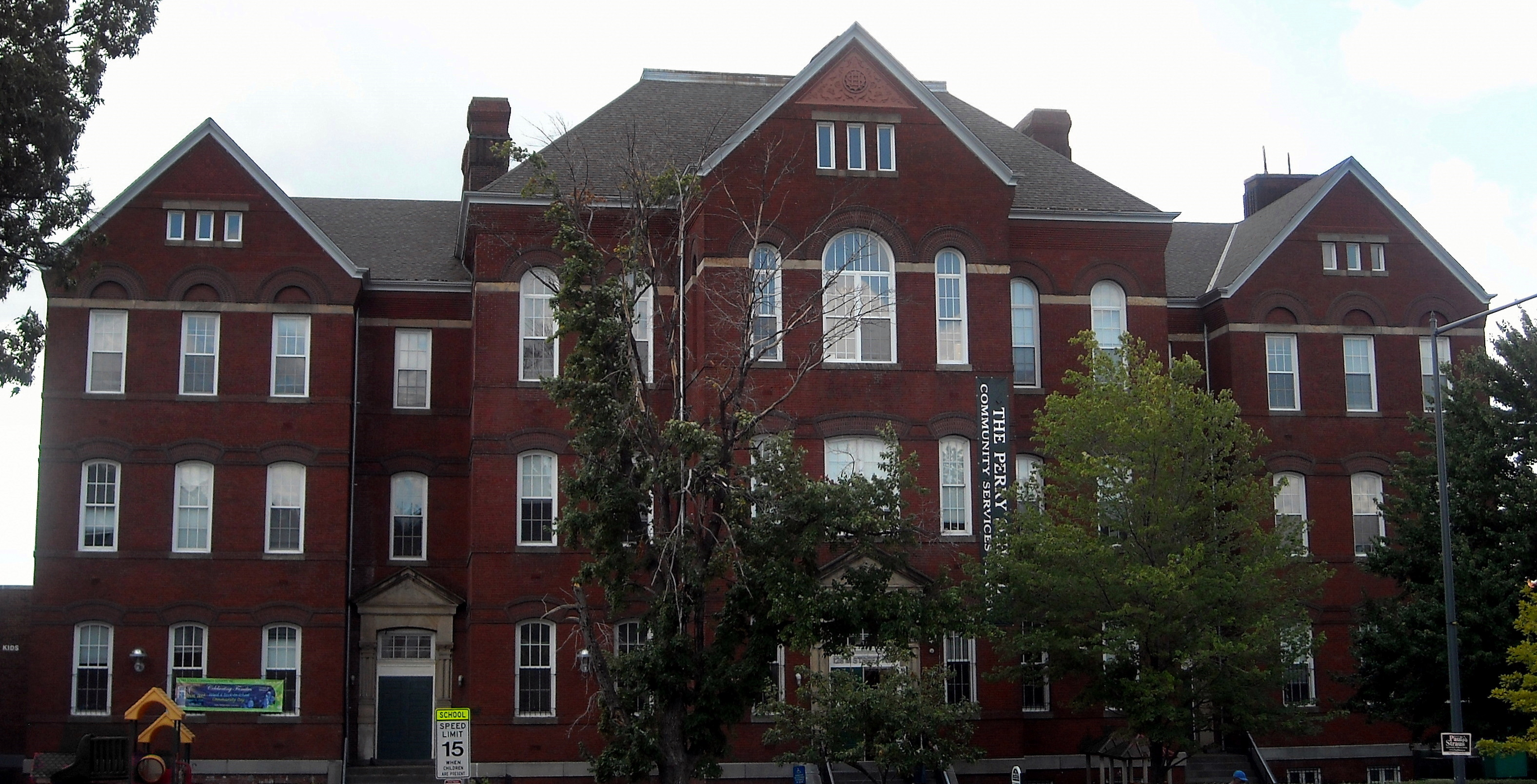
La M Street School

Durante gli anni in cui fu insegnante e preside della M Street High School, la Cooper completò anche il suo primo libro, intitolato A Voice from the South: By a Black Woman of the South, pubblicato nel 1892 e pronunciò molti discorsi a favore dei diritti civili e dei diritti delle donne. Forse il suo libro più noto, A Voice from the South, è considerato uno dei primi articoli del femminismo nero. Il libro avanzava una visione di autodeterminazione attraverso l'istruzione e l'elevazione sociale delle donne afroamericane. La tesi centrale era che il progresso educativo, morale e spirituale delle donne nere avrebbe migliorato la posizione generale della comunità afroamericana. Secondo l'autrice l'indole violenta degli uomini spesso contrasta con gli obiettivi dell'istruzione superiore, per cui è essenziale promuovere un maggior numero di donne intellettuali perché porteranno più eleganza all'istruzione. Questa visione fu criticata da alcuni in quanto sottomessa al culto ottocentesco della vera femminilità. Altri, invece, la considerano una delle argomentazioni più importanti per il femminismo nero del XIX secolo. La Cooper sosteneva che le donne nere istruite e di successo dovevano aiutare le loro coetanee più sfortunate a raggiungere i loro obiettivi. I temi trattati in A Voice from the South toccano anche argomenti diversi, come la razza e il razzismo, il genere, le realtà socioeconomiche delle famiglie nere e l'amministrazione della Chiesa episcopale.

#### Accoglienza
A Voice from the South ricevette elogi significativi dai rappresentanti della comunità nera.

### Gli anni successivi

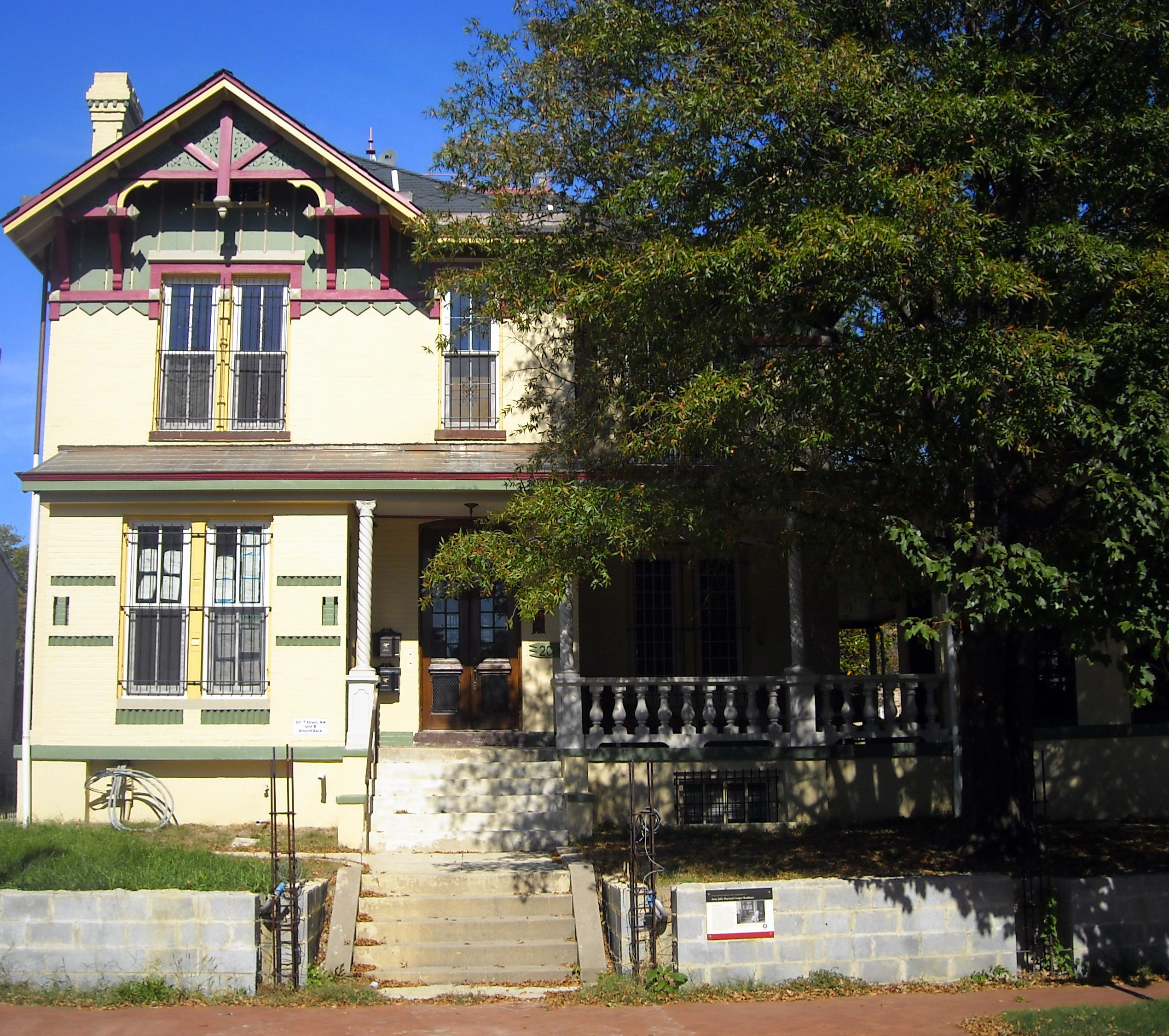
La ex casa di Anna J. Cooper nel quartiere LeDroit Park di Washington. L'abitazione si trova accanto all'Anna J. Cooper Circle.

La Cooper è stata un'autrice, un'educatrice e un'oratrice. Nel 1893 tenne il discorso di apertura del Congresso mondiale delle donne rappresentative a Chicago. Era una delle cinque donne afroamericane invitate a parlare a questo evento, insieme a: Fannie Barrier Williams, Sarah Jane Woodson Early, Hallie Quinn Brown e Fanny Jackson Coppin.
Collaborò anche alla prima conferenza panafricana tenutasi a Londra, in Inghilterra, nel 1900 e tenne un discorso intitolato "The Negro Problem in America".

In un discorso del 1902 disse:
("The Ethics of the Negro Question", 5 settembre 1902)
Nel 1914, a 56 anni, iniziò i corsi per il dottorato alla Columbia University. Tuttavia, fu costretta a interrompere gli studi nel 1915 quando, alla morte della madre, adottò i cinque figli del suo defunto fratellastro. In seguito trasferì i suoi crediti all'Università di Parigi-Sorbona, che non accettò la sua tesi alla Columbia, un'edizione del Viaggio di Carlomagno in Oriente. Nell'arco di un decennio, la scrittrice fece ricerche e compose la sua tesi di laurea, completando il suo corso nel 1924. La Cooper difese la sua tesi “L'atteggiamento della Francia sulla controversia della schiavitù tra il 1789 e il 1848” nel 1925. Il ritiro della Cooper dalla Washington Colored High School nel 1930 non fu la fine del suo attivismo politico. Lo stesso anno in cui andò in pensione, accettò la carica di presidente della Frelinghuysen University, una scuola fondata per garantire una formazione ai residenti di Washington che non avevano accesso all'istruzione superiore. La Cooper lavorò per la Frelinghuysen per vent'anni, prima come presidente e poi come cancelliere e lasciò la scuola solo un decennio prima di morire, nel 1964, all'età di 105 anni. All'età di 65 anni, divenne la quarta donna nera nella storia americana a conseguire un dottorato in filosofia. Il suo lavoro fu pubblicato in un'antologia di letteratura francese medievale e veniva richiesto per le lezioni e per la libreria di Harvard.

### Università Frelinghuysen
Nel 1929 fu eletta a succedere a Jesse Lawson come presidente della Frelinghuysen University, carica che assunse nel 1930. Sotto la guida della Cooper negli anni '30, la Frelinghuysen University si concentrò sull'alfabetizzazione dei lavoratori afroamericani poveri e sull'educazione professionale e alle arti liberali per i lavoratori non qualificati. Karen A. Johnson scrive in “In Service for the Common Good” Anna Julia Cooper and Adult Education che la Cooper praticava una “pedagogia decolonizzante”, affermando inoltre che:
Dopo che l'università si trovò a dover pagare un mutuo proibitivo, la Cooper trasferì l'istituzione nella sua casa. Si ritirò dalla carica di presidente nel 1940, ma continuò a impegnarsi nell'università, assumendo la carica di cancelliere.

### Morte
Il 27 febbraio 1964 la Cooper morì a Washington, all'età di 105 anni, a causa di un attacco cardiaco. La sua commemorazione si tenne in una cappella del campus del Saint Augustine's College, a Raleigh, nella Carolina del Nord, dove era iniziata la sua carriera accademica. È stata sepolta accanto al marito nel City Cemetery di Raleigh.

## Artista

### Opere
Sebbene la rivista degli ex alunni dell'università della Cooper, l'Oberlin College, l'abbia elogiata nel 1924, affermando: "La classe dell'84 è onorata dei risultati ottenuti da questa ex alunna studiosa e di colore", quando l'anno successivo tentò di presentare al college la sua edizione di Le Pèlerinage de Charlemagne, questa fu rifiutata.
Tra gli altri scritti della Cooper figurano l'opuscolo autobiografico Il terzo passo, sul conseguimento del dottorato alla Sorbona, e un libro di memorie sulla Sorelle Grimké, intitolato I primi anni a Washington: Reminiscences of Life with the Grimké, apparso in Personal Recollections of the Grimké family and the Life and Writings of Charlotte Forten Grimké (pubblicato privatamente nel 1951).

### Libri
- (EN) Anna Julia Cooper, A Voice From the South, Xenia, Ohio, Aldine Printing House, 1892.
- (EN) Anna Julia Cooper, A Voice From the South, a cura di Mary Helen Washington, Oxford University Press, 1990, ISBN 9780195063233.
- (EN) Anna Julia Cooper, A Voice From the South, a cura di Neary Janet, Dover Publications, 2016, ISBN 978-0486805634.
- (EN) Anna J Cooper, Eduard Koschwitz e Félix Klein, Le Pèlerinage de Charlemagne, Parigi, A. Lahure, 1925, OCLC 578022221.
- (FR) Anna J. Cooper, L'attitude de la France à l'égard de l'esclavage pendant la révolution (Doctoral), in Published Materials by Anna J. Cooper, Parigi, Imprimerie de la Cour D'appel, 1925. Ospitato su Howard University.
- (EN) Anna Julia Cooper, Slavery and the French revolutionists (1788–1805), a cura di Frances Richardson Keller, traduzione di Keller, Traduzione della tesi di dottorato dell'autore del 1925, Lewiston, Edwin Mellen Press, 1988, ISBN 978-0889466371.
- (EN) Charles Lemert (a cura di), The Voice of Anna Julia Cooper: Including A Voice From the South and Other Important Essays, Papers, and Letters, Rowman & Littlefield, 1998, ISBN 9780847684083.

## Retaggio culturale
Anna Julia Cooper è l'unica donna afroamericana a essere presente nel Passaporto statunitense. Le pagine 24 e 25 del passaporto degli Stati Uniti del 2016 contengono la seguente citazione: “La causa della libertà non è la causa di una razza o di una setta, di un partito o di una classe, è la causa dell'umanità, il diritto di nascita dell'umanità stessa”. – Anna Julia Cooper
Nel 2009 il servizio postale degli Stati Uniti ha emesso un francobollo commemorativo in onore di Anna Julia Cooper.
Sempre nel 2009 è stata inaugurata una scuola media privata gratuita che porta il suo nome: la Anna Julia Cooper Episcopal School nella storica Church Hill, di Richmond, in Virginia.
La Cooper è commemorata nel calendario liturgico della Chiesa episcopale (USA) il 28 febbraio.
In onore di Anna Cooper è stato fondato l'Anna Julia Cooper Center on Gender, Race, and Politics in South, presso la Wake Forest University. Melissa Harris-Perry è la direttrice fondatrice.
Presso lo Spelman College esiste un Professore di Studi Femminili Anna Julia Cooper.